# Йохан фон Лимбург-Щирум
Йохан фон Лимбург-Щирум (на немски: Johann von Limburg-Styrum; * ок. 1285; † 1364) от фамилията Изенберг и графовете на Алтена и Изенберг, е граф на Изенберг-Лимбург и чрез наследство господар на Щирум (1304 – 1364).

## Произход
Той е големият син на граф Дитрих II фон Изенберг-Лимбург († 1327/1328) и съпругата му Бертрадис фон Гьотерсвик († сл. 1300). Брат е на Дитрих II фон Лимбург-Щирум († ок. 1368), господар на Щирум

## Фамилия
Първи брак: пр. 1309 г. с Уда фон Равенсберг (* пр. 1276; † 25 юни 1313), дъщеря на граф Ото III фон Равенсберг и Хедвиг цур Липе. Те нямат деца.
Втори брак: ок. 1318/1319 г. с Маргарета фон Ахауз († сл. 1333), дъщеря на Ото фон Ахауз, господар на Отенщайн, бургграф на Нинборг, и Маргарета фон Гьор. Те имат децата:
- Имагина († 1343), омъжена I. за Улрих фон Труендинген († 1311), II. пр. 14 август 1332 г. за Лудвиг VIII фон Йотинген († 1378)
- Дитрих III фон Лимбург-Щирум (* ок. 1347; † 2 май 1398), женен ок. 1353 г. за Йохана фон Райфершайд († ок. 1384; сл. 1387)
- Йохан, каноник в Мюлхайм ан дер Рур
- Херман († сл. 1385)
- Юта († сл. 1379), омъжена за Еберхард фон дер Лайтен († сл. 1379/1387)